# Bistra voda
«Bistra voda» (Agua clara) es una canción que representó a Bosnia y Herzegovina en la Festival de la Canción de Eurovisión 2009, que tuvo lugar en Moscú, Rusia. La canción fue compuesta por Aleksandar Čović, y fue cantada por el grupo de rock Regina.

## Composición
La canción está compuesta por tres estrofas y un coro, y posee sonidos de guitarra, bajo y tom de piso.